# خوسيه أنخيل غونزاليس ساينز
خوسيه أنخيل غونزاليس ساينز (بالإسبانية: José Ángel González Sainz)‏ هو مدرس ومترجم وكاتب إسباني، ولد في 1956 في سريا في إسبانيا.